# BLC1

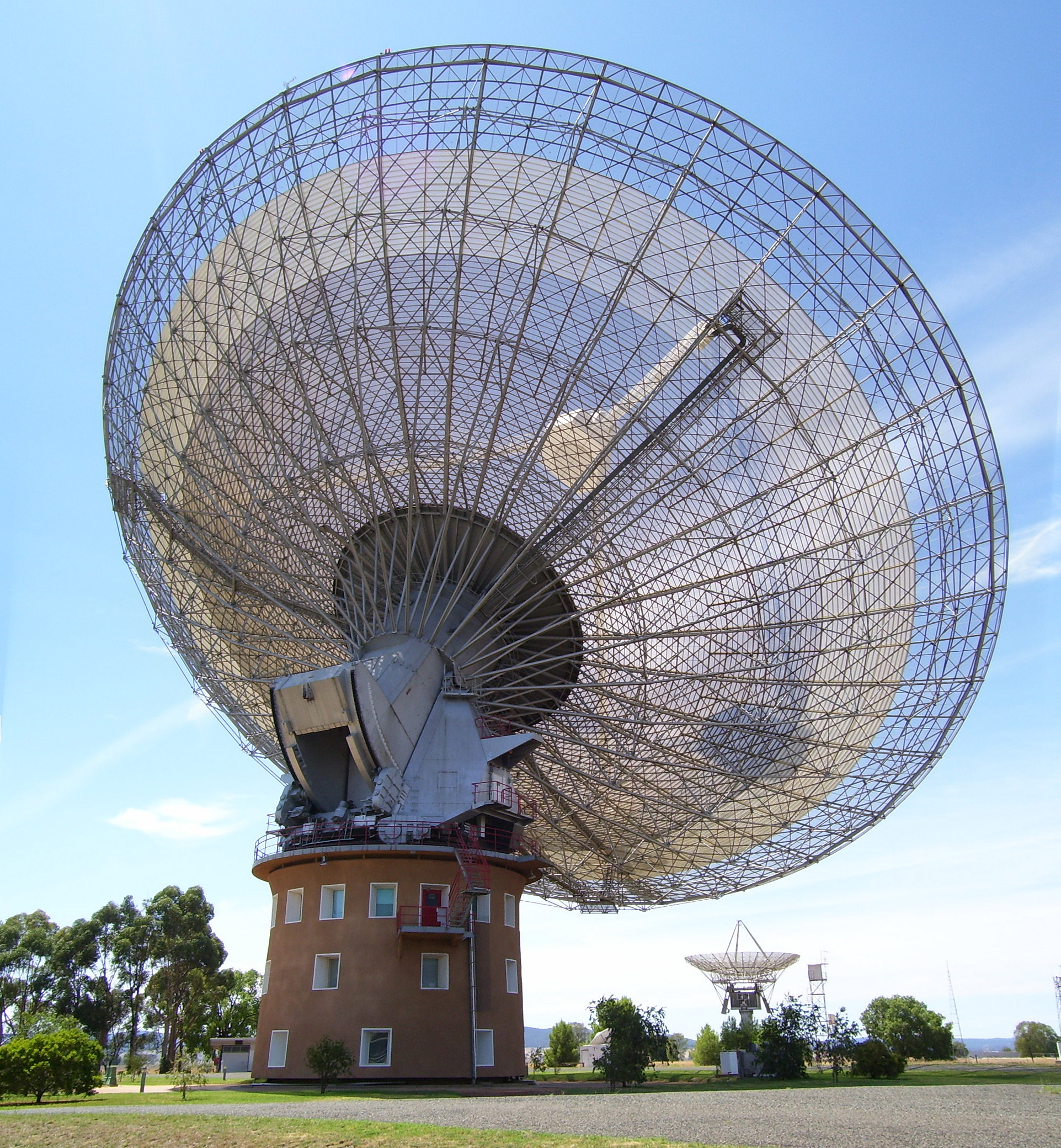
Osservatorio che ha rilevato BLC-1

BLC1 (Breakthrough Listen Candidate 1) è un segnale radio candidato SETI annunciato a dicembre 2020, forse proveniente dalla stella Proxima Centauri.
Il segnale ha una frequenza di 982,002 MHz ed ha una larghezza di banda molto stretta, che, secondo l'opinione di molti radioastronomi, riduce la possibilità di una sorgente radio naturale. Un apparente spostamento nella sua frequenza è coerente con l'effetto Doppler causato dal moto orbitale di Proxima b, un pianeta di Proxima Centauri.
Va notato che lo "spostamento Doppler" verificato è l'opposto di quello che ci si aspetterebbe in quanto il segnale aumenta di frequenza invece di diminuire. Sebbene  sia stato rilevato dall'osservatorio di Parkes durante le osservazioni di Proxima Centauri, a causa dell'angolo del fascio del radiotelescopio Parkes, il segnale dovrebbe essere descritto più precisamente come proveniente dalla direzione di Proxima Centauri, ma non esattamente da essa.
Il segnale radio è stato rilevato durante 30 ore di osservazioni condotte dal progetto Breakthrough Listen presso l'Osservatorio di Parkes in Australia fra aprile e maggio 2019. A dicembre 2020, le osservazioni di approfondimento non sono riuscite a captarlo nuovamente, un passaggio necessario per accertarne la sua natura tecnologica.